# Municipio Ascensión
Koordinaten: 31° 12′ N, 107° 30′ W
Ascensión ist ein Municipio mit etwa 24.000 Einwohnern im mexikanischen Bundesstaat Chihuahua. Das Municipio erstreckt sich über eine Fläche von 12.870,8 km². Verwaltungssitz und größter Ort im Municipio ist das gleichnamige Ascensión.

## Geographie
Das Municipio Ascensión liegt im Norden des Bundesstaats Chihuahua auf einer Höhe zwischen 1100 m und 2500 m. Es wird zu 99,9 % zur physiographischen Provinz der Sierras y Llanuras del Norte gezählt und liegt vollständig in der hydrologischen Region Cuencas Cerradas del Norte (Casas Grandes). Die Geologie des Municipios wird zu über 36 % von Alluvionen bestimmt bei 17 % äolischen Ablagerungen, 13 % Konglomeratgestein, 12 % lakustrischen Ablagerungen und 10 % Basalt; vorherrschende Bodentypen im Municipio sind der Calcisol (35 %), Leptosol (15 %), Regosol (14 %), Solonetz (10 %), Solonchak (9 %) und Arenosol (8 %). 66 % der Gemeindefläche werden von Gestrüpplandschaft eingenommen, 28 % dienen als Weideland.
Das Municipio ist umgeben von den Municipios Juárez, Ahumada, Buenaventura, Nuevo Casas Grandes und Janos sowie an den US-Bundesstaat New Mexico.

## Bevölkerung
Beim Zensus 2010 wurden im Municipio 23.975 Menschen in 5928 Wohneinheiten gezählt. Davon wurden 461 Personen als Sprecher einer indigenen Sprache registriert, darunter 148 Sprecher des Tlapanekischen und 126 Sprecher des Mixtekischen. Etwa 5,5 % der Bevölkerung waren Analphabeten. 8797 Einwohner wurden als Erwerbspersonen registriert, wovon ca. 76 % Männer bzw. ca. 5,9 % arbeitslos waren. Gut 20 Prozent der Bevölkerung lebten in extremer Armut.

## Orte
Das Municipio Ascensión umfasst 182 bewohnte localidades, von denen der Hauptort sowie Puerto Palomas de Villa vom INEGI als urban klassifiziert sind. 13 Orte wiesen beim Zensus 2010 eine Einwohnerzahl von über 100 auf. Die größten Orte sind:
| Ort                           | Einwohner | Lage der wichtigsten Orte im Municipio |
| Ascensión                     | 13.456    | Lage der wichtigsten Orte im Municipio |
| Puerto Palomas de Villa       | 04.866    | Lage der wichtigsten Orte im Municipio |
| Guadalupe Victoria            | 01.369    | Lage der wichtigsten Orte im Municipio |
| El Bismarck                   | 00.855    | Lage der wichtigsten Orte im Municipio |
| Entronque (Ley Seis de Enero) | 00.745    | Lage der wichtigsten Orte im Municipio |